# Chi Li
Chi Li (xinès simplificat:池莉) (Xiantao 1957 -) metgessa i escriptora xinesa. Considerada una de les representants de la literatura neorealista. Va guanyar el Premi Lu Xun de Literatura per The Heart Ages First.

## Biografia
Chi Li van néixer a Xiantao, província de Hubei (Xina) a uns seixanta kilòmetres de Wuhan. El seu pare era un camperol pobre,i la seva mare provenia d'una família de propietaris (En aquella època era rar que els cònjuges tinguessin d’orígens socials tan diferents).
El 1974, Durant els darrers anys de la Revolució Cultural Va ser enviada "al camp"  al final dels seus estudis secundaris. Després va estudiar medicina en un institut mèdic de la indústria metal·lúrgica, que es va convertir en la Facultat de Medicina de la Universitat de Ciències i Tecnologia de Wuhan. Llicenciada el 1979, va treballar durant tres anys en un centre mèdic de prevenció de malalties de les professions del metall.
El 1983, va aprovar l'examen d’ingrés a la Universitat de Wuhan, per cursar cursos de llengua i literatura xineses.

### Carrera literària
Va començar a escriure als quinze anys, encara que era estudiant de secundària; majoritàriament eren poemes, i molts d’ells s'enguixaven regularment al tauler d’anuncis de la paret de l'escola i el 1979 va publicar els seus primers poemes a la revista (武钢 文艺). "Letters and Arts of Wugang".
El 1982, va publicar el seu primer conte 月 儿 好 (Nice Moon) a la revista de la Unió d'escriptors de Wuhan i va tenir un cert èxit entre la crítica.
Igual que Wang Anyi amb Xangai, la ficció de Chi Li es basa molt en a la seva ciutat d'adopció Wuhan. En un dels seus contes Chi Li explica: "Vaig néixer i créixer en aquesta ciutat que tant estimo com odio. Els personatges de les meves històries són, la majoria, persones de Wuhan. Crec que representen bé els xinesos en general"
Va ser editora de la revista literària 芳草 (Herba Perfumada).
Va ser vicepresidenta de la Unió d'Escriptors de Wuhan i després de la província de Hubei.
El 28 de març de 2009 es va celebrar a la Universitat de Hong Kong el "Primer Simposi de Ficció Chi Li" de l'Associació de Recerca de la Cultura Xinesa.

## Obres destacades
- 烦恼人生, Fánnǎo rénshēng, 1987) Amb traducció al català (Trista vida)[6] Considerada com la primera d’una trilogia amb 不谈爱情  " Ne parlez pas d’amour " i 太阳出世."Soleil levant"
- 冷也好熱也好活著就好, Cold or Hot, It's Good to Live, 1990
- 太阳 出世, Tàiyáng chūshì, 1990) Soleil levant
- 你是一条河, Nǐ shì yī tiáo hé, 1995) Tu es une rivière
- 预谋杀人, Yùmóu shārén, 1995) Préméditation,
- 你以为你是谁 ?, Nǐ yǐwéi nǐ shì shéi, 1995) Pour qui te prends-tu ?
- 云破处, Yún pòchù, 1997) Trouée dans les nuages
- 生活秀, Shēng huó xiù, 2000) Life Show,
- 看麦娘, Kànmàiniáng, 2001) Les Sentinelles des blés
- 有了快感你就喊, Yǒule kuàigǎn nǐ jiù hǎn (2003)

### Adaptacions al cinema i a la televisió
- 生活秀, Shēng huó xiù Life Show,: dirigida per Huo Jianqi i protagonitzada per Tao Hong i Tao Zeru.
- Comes and Goes, sèrie deTV protagonitzada per Pu Cunxin, Lü Liping, Xu Qing, i Li Xiaoran.
- Don't Talk about Love i The Sun was Born, adaptades com a sèrie de TV .
- Good Morning, Lady, adaptada a la TV en una sèrie de 20 capítols.